# Golborne David
Golborne David est une paroisse civile du Cheshire, en Angleterre.